# ヤジド・マンスーリ
ヤジド・マンスーリ（アラビア語: يزيد منصوري、ラテン文字表記： Yazid Mansouri、1978年2月25日 - ）は、フランス・アルデンヌ県・ルヴァン(en)出身の元アルジェリア代表サッカー選手。現役時代のポジションはミッドフィールダー。

## 来歴

### クラブ
フランスのアマチュアクラブ、タンクーSCでキャリアをスタート。1995年、17歳で当時1部に在籍していたル・アーヴルACの下部組織に移籍、オリンピック・マルセイユ戦でプロデビューを果たした。2000年には2部に降格して2シーズンを過ごしたが、2002年に1部へと復帰。2003年にはコヴェントリー・シティFCに初の国外移籍を果たした。コヴェントリーでは移籍当初からコンスタントに出場機会を得るも、クラブの意に反してシーズン途中でのアフリカネイションズカップへの参加を強行すると、以降の全ての試合に出場することはなくクラブを去った。その後リーグ・ドゥのLBシャトールーで2シーズンプレーした後、FCロリアンに移籍し再びリーグ・アンに活躍の場を移した。2010年からカタールで1年半プレーした後、ルーツであるアルジェリアのCSコスタンティーヌへと移籍した。

### 代表
2001年10月6日のフランス代表戦でアルジェリア代表デビューを果たした。アフリカネイションズカップ2002、アフリカネイションズカップ2004に出場。21試合目になる2004年6月5日アンゴラ代表戦で初めてキャプテンマークを巻くと2005年6月19日ジンバブエ代表戦からは中心選手としてキャプテンマークを巻き続けた。主将として望んだ2010年の南アフリカW杯は怪我や体調不良のため欠場に終わった。W杯終了後、代表からの引退を表明した。

## 所属クラブ
- ル・アーヴルAC 1997-2003
- コヴェントリー・シティFC 2003-2004
- LBシャトールー 2004-2006
- FCロリアン 2006-2010
- アル・スィーリーヤSC 2010-2011
- CSコンスタンティーヌ (en) 2012-2013

## 代表歴

### 出場大会
- アルジェリア代表
  - 2010 FIFAワールドカップ

### 試合数
- 国際Aマッチ 67試合 0得点（2001年-2010年）[1]

| アルジェリア代表 | 国際Aマッチ | 国際Aマッチ |
| 年               | 出場        | 得点        |
| ---------------- | ----------- | ----------- |
| 2001             | 4           | 0           |
| 2002             | 6           | 0           |
| 2003             | 6           | 0           |
| 2004             | 9           | 0           |
| 2005             | 6           | 0           |
| 2006             | 5           | 0           |
| 2007             | 7           | 0           |
| 2008             | 7           | 0           |
| 2009             | 8           | 0           |
| 2010             | 9           | 0           |
| 通算             | 67          | 0           |